# Skrzyczne

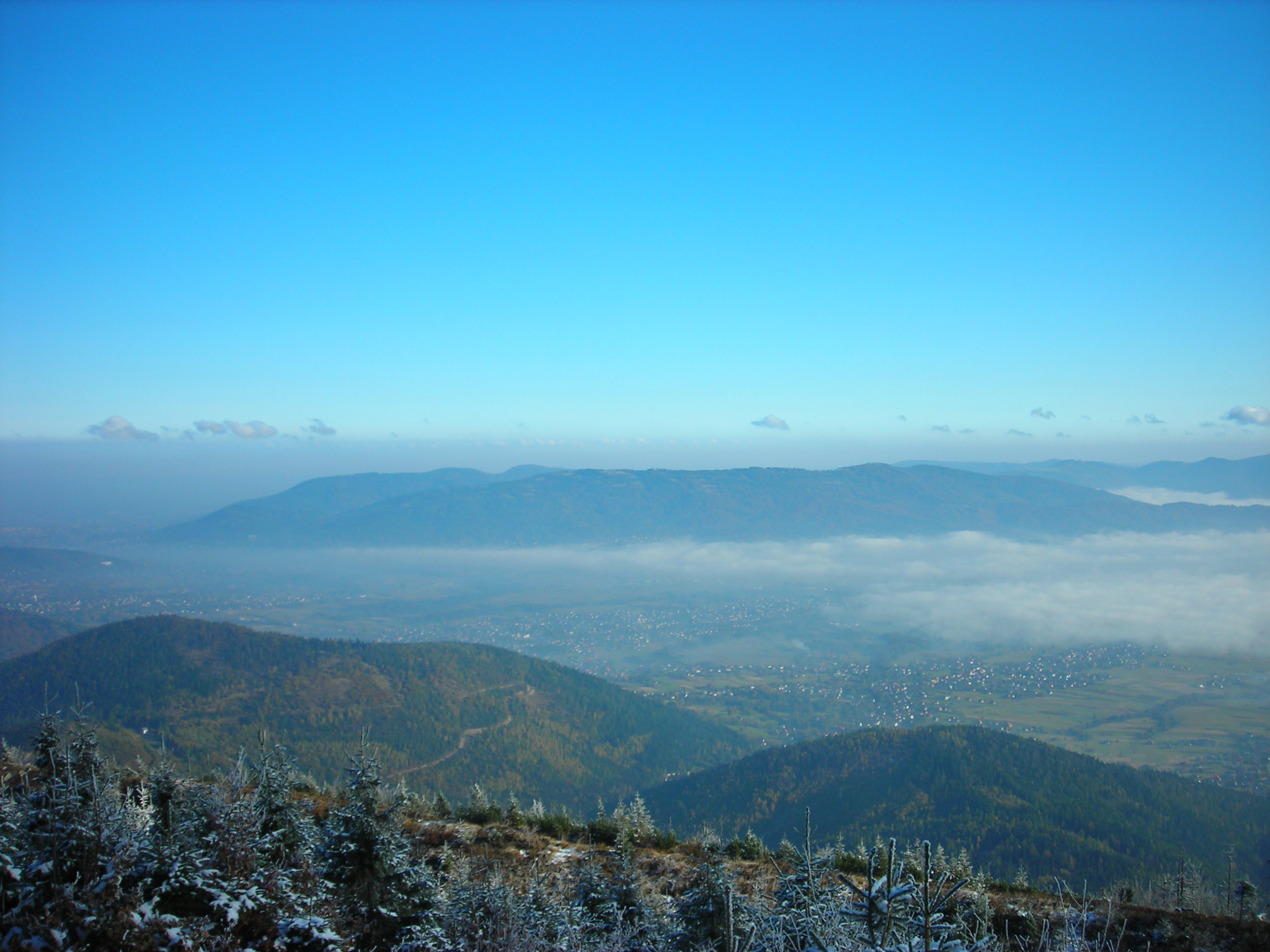
Szczyrk vom Gipfel

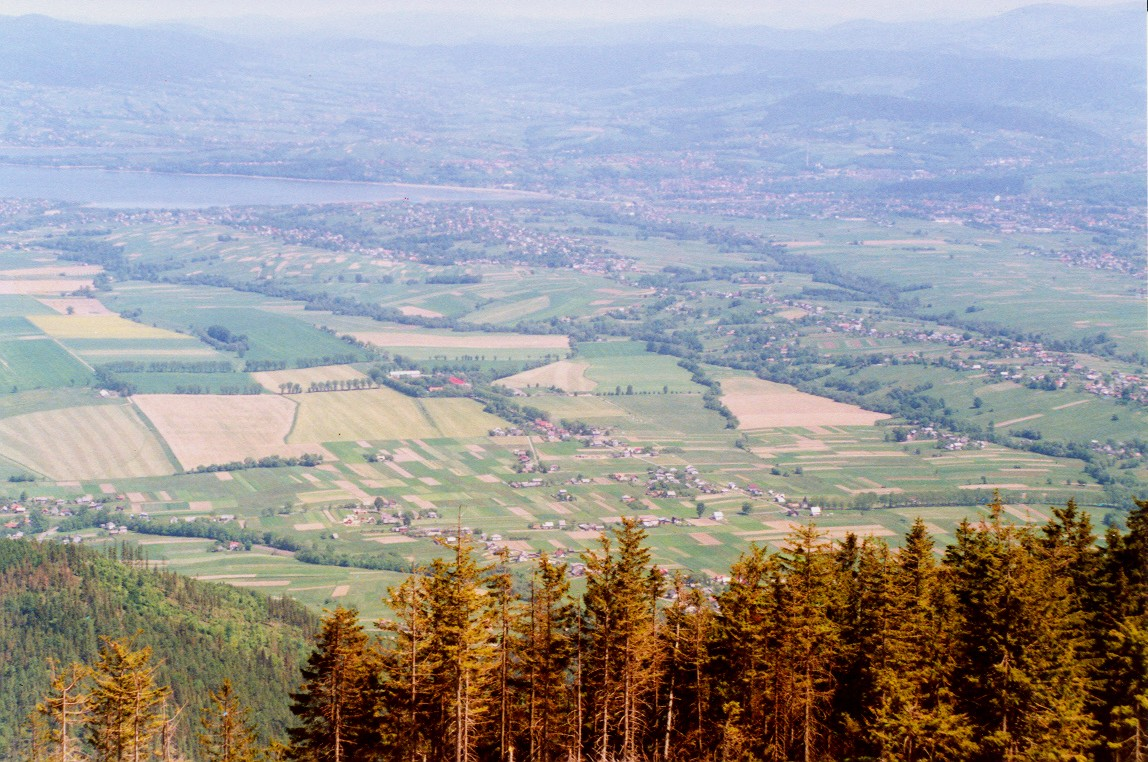
Saybuscher Becken vom Gipfel

Der Skrzyczne  (deutsch: Rauhkogel) ist ein 1257 m hoher Berg nahe der Stadt Szczyrk in Polen. Er ist der höchste Berg der Schlesischen Beskiden und liegt zentral im Barania-Kamm. Vom Gipfel des Berges aus hat man eine Aussicht auf Szczyrk-Biła und das Wolfsdorfer Tor, Żywiec und den Żywiecer See im Saybuscher Becken, die Berge Beskid, Magura, Klimczok, Skalite in den Schlesischen Beskiden, den Hauptkamm der Kleinen Beskiden und Pilsko in den Saybuscher Beskiden. Bei guten Wetterbedingungen kann man Babia Góra und Teile der Tatra erkennen.

## Name
Der Name des Berges soll von dem Quaken (polnisch: skrzeczyć) der Frösche kommen, die in den einstigen Karseen zwischen dem Skrzyczne und dem Małe Skrzyczne leben.

## Tourismus
- Von Szczyrk führt ein Zweier-Sessellift auf den Berg.
- Es gibt Wanderwege und Skipisten aller Schwierigkeitsgrade. Den Gipfel kann man von der Szczyrker Innenstadt über zwei gekennzeichnete Wanderwege erreichen. Weitere (gekennzeichnete) Wanderwege zum Gipfel beginnen in Buczkowice, auf der Malinowska Skała und in Lipowa.
- Auf dem Gipfel befindet sich eine PTTK-Berghütte Skrzyczne
- des Weiteren wurde auf dem Gipfel 1992 ein 87 Meter hoher Stahlfachwerkturm errichtet, der als UKW- und Fernsehsender dient.

### Das Skigebiet Skrzyczne
Die Nordseite des Berges ist Teil des Skigebiets Skrzyczne. Dieses besteht aus 2 Sesselliften, 2 Schleppliften und insgesamt 11,2 km Abfahrtspisten. Die schwarze „FIS“ hat eine internationale Wettkampfzulassung der gleichnamigen Organisation.
Im August 2013 begann der Neubau des oberen Sesselliftes von der Alm Hala Jaworzyna zum Berggipfel. Dieser wurde von der Leitner AG durchgeführt, welche bis Dezember 2013 einen kuppelbaren 4er-Sessellift mit gelben Niederschlagshauben anstelle des alten 2er-Sesselliftes erbaute. Die Investition wurde teilweise von der Europäischen Union mitfinanziert.

## Panorama

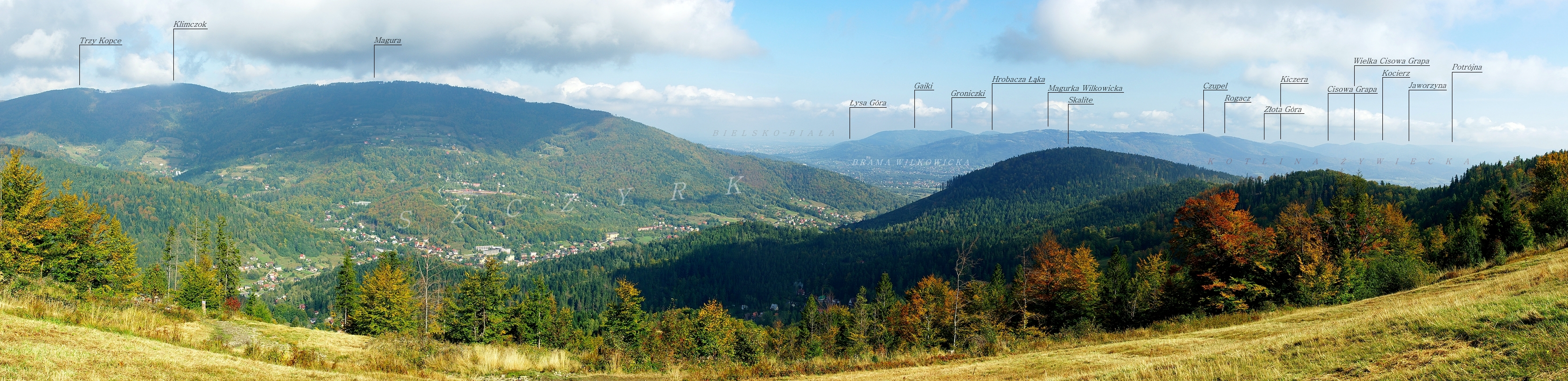
Blick von der Alm Hala Jaworzyna unterhalb des Gipfels